# Saison 2008-2009 du Montpellier Hérault Sport Club
Maillots
Chronologie
Saison précédente Saison suivante
La saison 2008-2009 du Montpellier Hérault Sport Club a vu le club évoluer en Ligue 2 pour la cinquième saison consécutive.
Au terme d'une saison avec des hauts et des bas, les Pailladins terminent à la deuxième place et accèdent à la Ligue 1 lors de la saison suivante.
L'équipe réalise également des parcours honorables en Coupe de France et en Coupe de la Ligue avec notamment quatre victoires après prolongations.

## Déroulement de la saison
Lors de cette nouvelle saison, les supporteurs sentent que le club retrouve des ambitions de haut de tableau. Le recrutement réalisé par Rolland Courbis est sans star, mais assez bien fourni et de bonne qualité avec un fort accent méridional. [réf. nécessaire]
Outre les venues de trois jeunes marseillais (Garry Bocaly, Jean-Philippe Sabo et Thomas Deruda), le club fait signer des joueurs plus expérimentés avec notamment l'Ajaccien Xavier Collin ou le Caenais Lilian Compan. Il confirme également dans son rôle d'attaquant Souleymane Camara qui avait été prêté par l'OGC Nice, et fait venir le meneur de jeu sétois Tino Costa, très prometteur. Enfin, d'autres recrues viennent renforcer l'effectif pailladin : le milieu de terrain Joris Marveaux, grand frère de Sylvain Marveaux qui évolue déjà en Ligue 1 au Stade rennais, et Nicolas Sahnoun en provenance du Dijon FCO.
Comme à son habitude, le club commence la saison difficilement, et il faut attendre la dixième journée et les victoires face au SC Bastia (2-1) et au Stade brestois (3-0) pour voir les Montpellierrains se hisser aux 5 premières places. Dans cette première moitié de championnat, l'équipe produit à nouveau du beau jeu tel qu'on ne l'avait plus vu depuis longtemps à la Mosson. Les touches techniques de Costa et de Marveaux, les montées judicieuses de Bocaly et de Collin ainsi que le toucher de balle de Compan ont permis au club de se retrouver sur le podium de Ligue 2 juste avant la trêve hivernale.
Mais à six journées de la fin, la défaite dans le derby face au Nîmes Olympique puis face au RC Lens, candidat direct à la montée, brise net les espoirs du club désormais 6e et à 5 points de la 3e place. Louis Nicollin allant même jusqu'à déclarer : Quand on est pas capable de gagner le derby contre Nîmes, on ne mérite pas de rejoindre la Ligue 1. Mais si certains semblent résignés, ce n'est pas le cas de Rolland Courbis et de ses hommes, qui deux ans à peine après avoir entreaperçu le National, ont six matchs pour tenter d'accéder à la Ligue 1.[réf. nécessaire]
Match après match, le Montpellier HSC engrange les points, douze en quatre matchs, propulsant le club à la 2e position derrière l'intouchable RC Lens et devant le US Boulogne, surprise de la saison, qui enchaîne six victoires pour se retrouver aux portes de la Ligue 1. Autres prétendants, le RC Strasbourg a été sorti du podium mais reste dans la course tandis que le FC Metz est définitivement décroché.[réf. nécessaire]
L'avant-dernière journée donne lieu une vive polémique ; les montpellierrains auteurs d'un bon match nul au Tours FC, se font dépasser par l'US Boulogne à l'issue du derby contre le RC Lens. Les Sang et Or ne se procurent qu'une seule occasion et les supporteurs affichent des banderoles : Lens et Boulogne en L1. 
La dernière journée promet la Ligue 1 à l'l'US Boulogne qui accueille l'Amiens SC tandis que le Montpellier HSC affronte le RC Strasbourg.
Le stade de la Mosson accueille cette dernière manche dans une affluence exceptionnelle (27 481 spectateurs) et l'équation est simple : les pailladins doivent l'emporter pour monter en Ligue 1. Et c'est au terme d'un match fou avec les buts de Joris Marveaux et Tino Costa, un pénalty stoppé par Johann Carrasso qui se blesse sur l'arrêt, la parade décisive de Geoffrey Jourdren face à Kandia Traoré, que le club retrouve la Ligue 1 cinq ans après l'avoir quittée.
Au coup de sifflet final, la pelouse est envahie par les supporteurs et Rolland Courbis, en pleurs, est porté en triomphe. Le Montpellier HSC termine 2e,  intercalé entre les deux clubs nordistes. Le RC Strasbourg, candidat déclaré à la remontée en Ligue 1, termine au pied du podium.[réf. nécessaire]
En fin de saison, Courbis, qui souhaite prendre du recul à la suite notamment de sa condamnation dans les affaires de l'OM, est remercié en fin de saison par Louis Nicollin. Il est remplacé rapidement par René Girard, l'ancien sélectionneurs des bleuets.

## Joueurs et staff

### Transferts
| Été 2008           |               |                             |                          |                     |
| Nom                | Nationalité   | Transfert                   | Provenance/Destination   | Division            |
| Arrivées           |               |                             |                          |                     |
| Souleymane Camara  | Sénégal       | Transfert définitif         | OGC Nice                 | Ligue 1             |
| Xavier Collin      | France        | Transfert                   | AC Ajaccio               | Ligue 2             |
| Tino Costa         | Argentine     | Transfert                   | FC Sète                  | National            |
| Joris Marveaux     | France        | Transfert                   | Clermont Foot            | Ligue 2             |
| Thomas Deruda      | France        | Transfert                   | Olympique de Marseille   | Ligue 1             |
| Lilian Compan      | France        | Transfert                   | SM Caen                  | Ligue 1             |
| Nicolas Sahnoun    | France        | Transfert                   | Dijon FCO                | Ligue 2             |
| Bengali-Fodé Koita | France        | Premier contrat pro         |                          |                     |
| Retours de prêt    |               |                             |                          |                     |
| Laurent Pionnier   | France        | Expiration de durée de prêt | FC Libourne-Saint-Seurin | Ligue 2             |
| Prêts              |               |                             |                          |                     |
| Garry Bocaly       | France        | Prêt                        | Olympique de Marseille   | Ligue 1             |
| Jean-Philippe Sabo | France        | Prêt                        | Olympique de Marseille   | Ligue 1             |
| Départs            |               |                             |                          |                     |
| Egutu Oliseh       | Nigeria       | Fin de contrat              | Panthrakikos FC          | Superleague Elláda  |
| Malek Aït-Alia     | France        | Transfert                   | Amiens SC                | Ligue 2             |
| Ludovic Clement    | France        | Fin de contrat              | Panthrakikos FC          | Superleague Elláda  |
| Alexis N'Gambi     | Cameroun      | Fin de contrat              | FK Partizan Belgrade     | Super Liga          |
| Lamine Sakho       | Sénégal       | Transfert                   | Alki Larnaca             | Marfin Laiki League |
| Didier Neumann     | France        | Transfert                   | Stade lavallois          | National            |
| Gérard Gnanhouan   | Côte d'Ivoire | Fin de contrat              | ES Fréjus                | CFA                 |
| Anthony Fori       | France        | Transfert                   | FC Sète                  | National            |

## Rencontres de la saison

### Ligue 2
| Date     |            | Adversaire      | Lieu | Résultat | Buteurs du MHSC                                                                       | Place | Affluence |
| 04/08/08 | Journée 1  | RC Strasbourg   | Ext. | 0-1      | -                                                                                     | 15e   | 12 619    |
| 08/08/08 | Journée 2  | Amiens SC       | Dom. | 2-1      | 28e Víctor Hugo Montaño · 90e Bruno Carotti                                           | 11e   | 7 295     |
| 15/08/08 | Journée 3  | US Boulogne     | Dom. | 0-0      | -                                                                                     | 12e   | 6 920     |
| 22/08/08 | Journée 4  | Stade de Reims  | Ext. | 4-0      | 11e (csc) Vincent Gragnic · 52e Tino Costa · 62e Garry Bocaly · 77e Souleymane Camara | 6e    | 7 485     |
| 01/09/08 | Journée 5  | FC Metz         | Dom. | 1-2      | 80e Souleymane Camara                                                                 | 9e    | 7 458     |
| 12/09/08 | Journée 6  | Dijon FCO       | Ext. | 0-1      | -                                                                                     | 11e   | 3 504     |
| 19/09/08 | Journée 7  | CS Sedan        | Dom. | 3-1      | 34e Víctor Hugo Montaño · 50e Víctor Hugo Montaño · 62e Garry Bocaly                  | 9e    | 6 136     |
| 27/09/08 | Journée 8  | LB Châteauroux  | Ext. | 1-1      | 76e Lilian Compan                                                                     | 10e   | 6 005     |
| 03/10/08 | Journée 9  | SC Bastia       | Dom. | 2-1      | 45e Bruno Carotti · 78e Romain Armand                                                 | 8e    | 7 039     |
| 10/10/08 | Journée 10 | Stade brestois  | Ext. | 3-0      | 58e Víctor Hugo Montaño · 75e Víctor Hugo Montaño · 81e Lilian Compan                 | 5e    | 4 322     |
| 17/10/08 | Journée 11 | Vannes OC       | Dom. | 3-1      | 24e Karim Aït-Fana · 37e Víctor Hugo Montaño · 69e Jean-Philippe Sabo                 | 5e    | 6 526     |
| 24/10/08 | Journée 12 | Clermont Foot   | Ext. | 1-2      | 90e Nenad Džodić                                                                      | 5e    | 5 846     |
| 31/10/08 | Journée 13 | Nîmes Olympique | Dom. | 1-1      | 80e Grégory Lacombe                                                                   | 6e    | 16 115    |
| 11/12/08 | Journée 14 | RC Lens         | Ext. | 2-0      | 89e Víctor Hugo Montaño · 90e Grégory Lacombe                                         | 5e    | 25 944    |
| 14/11/08 | Journée 15 | ES Troyes       | Dom. | 3-0      | 5e Lilian Compan · 16e Víctor Hugo Montaño · 81e Souleymane Camara                    | 5e    | 6 773     |
| 28/11/08 | Journée 16 | Angers SCO      | Ext. | 3-3      | 41e Víctor Hugo Montaño · 83e Karim Aït-Fana · 90e Mapou Yanga-Mbiwa                  | 5e    | 8 034     |
| 05/12/08 | Journée 17 | EA Guingamp     | Dom. | 0-0      | -                                                                                     | 4e    | 5 821     |
| 19/12/08 | Journée 18 | AC Ajaccio      | Ext. | 3-0      | 44e Souleymane Camara · 73e Grégory Lacombe · 81e Karim Aït-Fana                      | 3e    | 2 206     |
| 09/01/09 | Journée 19 | Tours FC        | Dom. | 1-1      | 35e Víctor Hugo Montaño                                                               | 4e    | 5 916     |
| 16/01/09 | Journée 20 | Amiens SC       | Ext. | 0-2      | -                                                                                     | 6e    | 8 120     |
| 02/02/09 | Journée 21 | US Boulogne     | Ext. | 3-0      | 2e Tino Costa · 23e Nenad Džodić · 30e Tino Costa                                     | 4e    | 5 751     |
| 09/02/09 | Journée 22 | Stade de Reims  | Dom. | 2-2      | 25e Víctor Hugo Montaño · 65e Karim Aït-Fana                                          | 4e    | 8 534     |
| 13/02/09 | Journée 23 | FC Metz         | Ext. | 1-3      | -                                                                                     | 5e    | 8 926     |
| 20/02/09 | Journée 24 | Dijon FCO       | Dom. | 4-1      | 14e Tino Costa · 18e Víctor Hugo Montaño · 38e Garry Bocaly · 77e Joris Marveaux      | 4e    | 6 251     |
| 27/02/09 | Journée 25 | CS Sedan        | Ext. | 1-1      | 62e Souleymane Camara                                                                 | 4e    | 9 055     |
| 06/03/09 | Journée 26 | LB Châteauroux  | Dom. | 3-0      | 22e Karim Aït-Fana · 46e Víctor Hugo Montaño · 90e Tino Costa                         | 3e    | 7 014     |
| 13/03/09 | Journée 27 | SC Bastia       | Ext. | 0-1      | -                                                                                     | 5e    | 2 429     |
| 20/03/09 | Journée 28 | Stade brestois  | Dom. | 3-2      | 23e Garry Bocaly · 37e Tino Costa · 64e Souleymane Camara                             | 4e    | 7 306     |
| 27/03/09 | Journée 29 | Vannes OC       | Ext. | 0-1      | -                                                                                     | 4e    | 3 764     |
| 03/04/09 | Journée 30 | Clermont Foot   | Dom. | 2-1      | 43e Víctor Hugo Montaño · 55e Tino Costa                                              | 4e    | 7 675     |
| 10/04/09 | Journée 31 | Nîmes Olympique | Ext. | 1-2      | 39e Víctor Hugo Montaño                                                               | 5e    | 14 853    |
| 20/04/09 | Journée 32 | RC Lens         | Dom. | 0-1      | -                                                                                     | 6e    | 14 463    |
| 24/04/09 | Journée 33 | ES Troyes       | Ext. | 2-1      | 58e Philippe Delaye · 88e Jean-Philippe Sabo                                          | 6e    | 7 786     |
| 01/05/09 | Journée 34 | Angers SCO      | Dom. | 1-0      | 90e Lilian Compan                                                                     | 5e    | 8 290     |
| 12/05/09 | Journée 35 | EA Guingamp     | Ext. | 1-0      | 4e Karim Aït-Fana                                                                     | 3e    | 15 263    |
| 15/05/09 | Journée 36 | AC Ajaccio      | Dom. | 2-1      | 6e Lilian Compan · 34e Joris Marveaux                                                 | 2e    | 15 625    |
| 22/05/09 | Journée 37 | Tours FC        | Ext. | 0-0      | -                                                                                     | 3e    | 12 519    |
| 29/05/09 | Journée 38 | RC Strasbourg   | Dom. | 2-1      | 11e Joris Marveaux · 19e Tino Costa                                                   | 2e    | 27 481    |

### Coupe de France
| Date     | Tour            | Adversaire           | Lieu | Résultat                    | Buteurs du MHSC                                               |
| 22/11/08 | 7e tour         | US Saint-Flour (DH)  | Ext. | 3-1 (a.p.)                  | 26e Grégory Lacombe · 101e Romain Armand · 116e Romain Armand |
| 14/12/08 | 8e tour         | AS Cannes (National) | Dom. | 0-0 (a.p.) Tir au but : 4-2 | -                                                             |
| 03/01/09 | 1/32e de finale | USL Dunkerque (CFA)  | Dom. | 0-1                         | -                                                             |

### Coupe de la ligue
| Date     | Tour            | Adversaire               | Lieu | Résultat                    | Buteurs du MHSC                                                                           | Affluence |
| 09/09/08 | 2e tour         | AC Ajaccio (Ligue 2)     | Ext. | 4-2 (a.p.)                  | 26e Lilian Compan · 67e Victor Hugo Montaño · 92e Nenad Dzodic · 107e Victor Hugo Montaño | 1 484     |
| 24/12/08 | 1/16e de finale | Lille OSC (Ligue 1)      | Dom. | 2-2 (a.p.) Tir au but : 4-2 | 44e Bruno Carotti · 112e (csc) Franck Béria                                               | 4 888     |
| 11/11/08 | 1/8e de finale  | LB Châteauroux (Ligue 2) | Dom. | 1-2                         | 44e Lilian Compan                                                                         | 4 336     |

## Statistiques

### Statistiques collectives
| Compétition       | Débute au tour | Place ou tour final | Matches joués | Gagnés | Nuls | Perdus | Buts pour | Buts contre | Différence |
| Ligue 2           | -              | 2e                  | 38            | 19     | 9    | 10     | 61        | 36          | +25        |
| Coupe de France   | 7e Tour        | 1/32 de finale      | 3             | 1      | 1    | 1      | 3         | 2           | +1         |
| Coupe de la ligue | 2e Tour        | 1/8 de finale       | 3             | 1      | 1    | 1      | 7         | 6           | +1         |
| Total             | -              | -                   | 44            | 21     | 11   | 12     | 71        | 44          | +27        |

### Statistiques individuelles
| Numéro | Nat. | Nom         | Ligue 2 | Ligue 2     | Ligue 2 | Ligue 2      | Coupe de France | Coupe de France | Coupe de France | Coupe de France | Coupe de la ligue | Coupe de la ligue | Coupe de la ligue | Coupe de la ligue | Total | Total       | Total  | Total        |
| Numéro | Nat. | Nom         | M.j.    | But inscrit | Averti  | Carton rouge | M.j.            | But inscrit     | Averti          | Carton rouge    | M.j.              | But inscrit       | Averti            | Carton rouge      | M.j.  | But inscrit | Averti | Carton rouge |
| 1      |      | Pionnier    | 3       | 0           | 0       | 0            | 3               | 0               | 0               | 0               | 3                 | 0                 | 0                 | 0                 | 9     | 0           | 0      | 0            |
| 16     |      | Jourdren    | 1       | 0           | 0       | 0            | 0               | 0               | 0               | 0               | 0                 | 0                 | 0                 | 0                 | 1     | 0           | 0      | 0            |
| 30     |      | Carrasso    | 35      | 0           | 0       | 0            | 0               | 0               | 0               | 0               | 0                 | 0                 | 0                 | 0                 | 35    | 0           | 0      | 0            |
| 40     |      | Scribe      | 0       | 0           | 0       | 0            | 0               | 0               | 0               | 0               | 0                 | 0                 | 0                 | 0                 | 0     | 0           | 0      | 0            |
| 2      |      | Bocaly      | 35      | 4           | 4       | 0            | 0               | 0               | 0               | 0               | 2                 | 0                 | 0                 | 0                 | 37    | 4           | 4      | 0            |
| 3      |      | Yanga-Mbiwa | 29      | 1           | 5       | 1            | 1               | 0               | 0               | 0               | 3                 | 0                 | 0                 | 0                 | 33    | 1           | 5      | 1            |
| 4      |      | Džodić      | 36      | 2           | 10      | 0            | 2               | 0               | 0               | 0               | 1                 | 1                 | 1                 | 0                 | 39    | 3           | 10     | 0            |
| 15     |      | Lippini     | 1       | 0           | 0       | 0            | 0               | 0               | 0               | 0               | 1                 | 0                 | 0                 | 0                 | 2     | 0           | 0      | 0            |
| 17     |      | Carotti     | 13      | 2           | 2       | 0            | 2               | 0               | 1               | 0               | 2                 | 1                 | 0                 | 0                 | 17    | 3           | 3      | 0            |
| 21     |      | El Kaoutari | 4       | 0           | 1       | 0            | 3               | 0               | 0               | 0               | 0                 | 0                 | 0                 | 0                 | 7     | 0           | 1      | 0            |
| 22     |      | Colombo     | 0       | 0           | 0       | 0            | 1               | 0               | 0               | 0               | 0                 | 0                 | 0                 | 0                 | 1     | 0           | 0      | 0            |
| 24     |      | Benhamida   | 3       | 0           | 0       | 0            | 1               | 0               | 0               | 0               | 0                 | 0                 | 0                 | 0                 | 4     | 0           | 0      | 0            |
| 25     |      | Collin      | 33      | 0           | 4       | 0            | 2               | 0               | 0               | 0               | 2                 | 0                 | 1                 | 0                 | 37    | 0           | 5      | 0            |
| 26     |      | Sabo        | 35      | 1           | 6       | 0            | 2               | 0               | 0               | 0               | 3                 | 0                 | 0                 | 0                 | 40    | 1           | 6      | 0            |
| 5      |      | Sahnoun     | 5       | 0           | 0       | 0            | 2               | 0               | 0               | 0               | 3                 | 0                 | 0                 | 0                 | 10    | 0           | 0      | 0            |
| 6      |      | Marveaux    | 32      | 3           | 2       | 0            | 2               | 0               | 0               | 0               | 1                 | 0                 | 0                 | 0                 | 35    | 3           | 2      | 0            |
| 7      |      | Lacombe     | 23      | 3           | 4       | 1            | 2               | 1               | 1               | 0               | 2                 | 0                 | 1                 | 0                 | 27    | 4           | 6      | 1            |
| 8      |      | Delaye      | 20      | 1           | 4       | 0            | 2               | 0               | 0               | 0               | 3                 | 0                 | 1                 | 0                 | 25    | 1           | 5      | 0            |
| 10     |      | Ouadah      | 26      | 0           | 5       | 0            | 2               | 0               | 0               | 0               | 2                 | 0                 | 0                 | 0                 | 30    | 0           | 5      | 0            |
| 20     |      | Costa       | 35      | 8           | 8       | 0            | 1               | 0               | 0               | 0               | 1                 | 0                 | 1                 | 0                 | 37    | 8           | 9      | 0            |
| 23     |      | Saihi       | 16      | 0           | 4       | 0            | 0               | 0               | 0               | 0               | 2                 | 0                 | 0                 | 1                 | 18    | 0           | 4      | 1            |
| 28     |      | Deruda      | 20      | 0           | 3       | 0            | 3               | 0               | 1               | 0               | 2                 | 0                 | 2                 | 0                 | 25    | 0           | 6      | 0            |
| 9      |      | Armand      | 6       | 1           | 0       | 0            | 3               | 2               | 0               | 0               | 0                 | 0                 | 0                 | 0                 | 9     | 3           | 0      | 0            |
| 11     |      | Montaño     | 35      | 15          | 5       | 1            | 0               | 0               | 0               | 0               | 3                 | 2                 | 0                 | 0                 | 38    | 17          | 5      | 1            |
| 18     |      | Aït-Fana    | 29      | 6           | 4       | 1            | 2               | 0               | 0               | 0               | 2                 | 0                 | 0                 | 0                 | 33    | 6           | 4      | 1            |
| 19     |      | Camara      | 28      | 6           | 1       | 0            | 3               | 0               | 0               | 0               | 1                 | 0                 | 0                 | 0                 | 32    | 6           | 1      | 0            |
| 24     |      | Koita       | 1       | 0           | 0       | 0            | 0               | 0               | 0               | 0               | 0                 | 0                 | 0                 | 0                 | 1     | 0           | 0      | 0            |
| 27     |      | Compan      | 24      | 5           | 5       | 0            | 2               | 0               | 0               | 0               | 3                 | 2                 | 0                 | 0                 | 29    | 7           | 5      | 0            |

### Autres statistiques
| Joueur              | Total |
| Víctor Hugo Montaño | 17    |
| Tino Costa          | 8     |
| Lilian Compan       | 7     |
| Karim Aït-Fana      | 6     |
| Souleymane Camara   | 6     |
| Garry Bocaly        | 4     |
| Grégory Lacombe     | 4     |
| Nenad Džodić        | 3     |
| Bruno Carotti       | 3     |
| Joris Marveaux      | 3     |
| Romain Armand       | 3     |
| Jean-Philippe Sabo  | 1     |
| Mapou Yanga-Mbiwa   | 1     |
| Philippe Delaye     | 1     |

| Joueur              | Total |
| Tino Costa          | 12    |
| Víctor Hugo Montaño | 7     |
| Abdelnasser Ouadah  | 4     |
| Karim Aït-Fana      | 3     |
| Joris Marveaux      | 2     |
| 6 autres joueurs    | 1     |

Buts
- Premier but de la saison :   28e Víctor Hugo Montaño contre le Amiens SC lors de la 2e journée de championnat
- Premier doublé :   67e   107e Víctor Hugo Montaño contre l'AC Ajaccio lors du 2e tour de Coupe de la Ligue
- But le plus rapide d'une rencontre :   2e Tino Costa contre l'US Boulogne lors de la 21e journée de championnat
- But le plus tardif d'une rencontre :   90e Nenad Džodić et Lilian Compan respectivement contre le Clermont Foot et l'Angers SCO lors de la 12e et de la 34e journée de championnat
- Plus grande marge : 4 buts (marge positive) 4-0 face au Stade de Reims lors de la 4e journée de championnat
- Plus grand nombre de buts dans une rencontre : 6 buts 3-3 face à l'Angers SCO lors de la 16e journée de championnat et 4-2 face à l'AC Ajaccio lors du 2e tour de coupe de la Ligue
- Victoires consécutives :4 matchs du 24 avril au 15 mai
- Défaites consécutives :2 matchs du 1er au 12 septembre et du 10 au 20 avril
- Matchs sans défaite :6 matchs du 24 avril au 29 mai
- Matchs sans victoire :3 matchs du 3 au 16 janvier

Discipline
- Premier carton jaune :  64e Thomas Deruda contre le RC Strasbourg lors de la 1re journée de championnat
- Premier carton rouge :   77e Grégory Lacombe contre le FC Metz lors de la 5e journée de championnat
- Plus grand nombre de cartons dans un match : 5  43e, 57e, 78e et 90e   80e contre l'Amiens SC et  39e, 44e, 61e, 82e et 90econtre le Vannes OC

Affluences
- Meilleure affluence : 27 481 spectateurs contre le RC Strasbourg, 29 mai 2009, 38e journée
- Plus mauvaise affluence :
  - En championnat : 5 821 spectateurs contre l'EA Guingamp, 5 décembre 2008, 17e journée
  - Autre compétition : 4 336 spectateurs contre le LB Châteauroux, 11 novembre 2008, 1/8e de finale de la coupe de la Ligue